# Itabaiana (Sergipe)
Itabaiana es un municipio brasilero del estado de Sergipe. Se localiza a una latitud 10º41'06" Sur y a una longitud 37º25'31" Oeste, en la región central del Estado de Sergipe y ocupa un área de 364 km², a una altitud de 188 m s. n. m. Su población estimada en  2016 era de 94.393 habitantes y es el municipio más importante de la microrregión del agreste de Itabaiana.

## Relieve
El principal accidente geográfico del municipio es la Sierra de Itabaiana. Consiste en el segundo punto más alto del relieve del estado de Sergipe, con 659 metros de altitud. Está localizada entre los municipios de Itabaiana y Areia Branca. En ella se encuentran cascadas y pozos de aguas cristalinas como el Pozo de la Moças. Amén a esto recientemente la sierra fue nombrada como Parque nacional de la Sierra de Itabaiana, además del parque de los Falcões.

### La Sierra de Itabaiana
En el interior de la Sierra de Itabaiana actualmente funciona la sede del IBAMA, cuya infraestrutura permite asesorar a los estudiantes e investigadores que se dirigen al lugar, con el objetivo de profundizar sus conocimientos sobre las potencialidades de la Sierra. Los funcionarios son preparados para monitorear las visitas pedagógicas exhibiendo vídeos y mapas, además de llevar a los interesados a aventurarse en los senderos naturales que permanecen inalterados por el hombre.

### Clima
El clima de la ciudad de Itabaiana es compuesto de un período de cuatro a cinco meses de sequía, con un clima semiárido y temperaturas entre 34,5 °C y 35 °C, más caliente que la capital Aracaju.

### Vegetación
La vegetación es formada por plantas características del litoral y del sertón, por ser una región de transición agreste. La devastación de esa formación florestal fue significativa, pero también existente en Fray Paulo, Riachão do Dantas, Areia Branca e Itabaiana.

## Economía
Itabaiana es dueña de uno de los mayores comercios del Brasil atrayendo miles de personas de todas partes del país. Además de ser considerada la capital del camión, por tener el mayor percentual de camiones por persona del país. Sus actividades diversificadas y la ruta comercial hacen de Itabaiana la intermediaria del flujo de su producción entre Aracaju (capital del estado) y el sertón, atrayendo inmigrantes de Bahía, Minas Gerais, Pernambuco, Alagoas y del resto del estado.
El municipio es gran productor de mandioca, batata dulce, tomate y cebolla. También posee un centro distribuidor de productos agrícolas que funciona en el mercado creado en 1991 y ejerce una gran actuación en la microrregión.

### Salud
En la ciudad se localiza el hospital Dr. Pedro García Moreno, que actualmente fue reformado y ampliado, atendiendo las ciudades vecinas casos de urgencia media; la Maternidad São José, que presta un papel importante principalmente en toda región.